# 장루이 가세트
장루이 가세트(프랑스어: Jean-Louis Gasset, 1953년 12월 9일 ~ )는 프랑스의 전직 축구 선수이자 현 축구 지도자로 현역 시절 몽펠리에 HSC의 미드필더이자 원클럽맨으로 활약하였다.
감독으로서 1999년에 열린 UEFA 인터토토컵에서 몽펠리에를 우승으로 이끌었다.
2022년 5월 20일 코트디부아르 감독으로 부임했다. 그는 2022년 4월 6일에 계약이 만료된 파트리스 보멜의 뒤를 잇는다.